# 朝鲜民主主义人民共和国中央统计局
朝鮮民主主義人民共和國中央統計局（조선 중앙 통계국）是朝鮮民主主義人民共和國負責統計工作的中央行政機構，時任局長為崔勝浩。

## 歷史
朝鮮民主主義人民共和國中央統計局於1952年成立，隸屬國家計劃委員會，然而兩者的分工並不明確。此外，統計局的工作範圍也不清晰﹕在1993年的人口普查中，統計局無須計算總人口和死亡率，此部份是由人口部負責。然而，在2008年的人口統計中，統計局則全權負責所有數據 。

## 組織
朝鮮民主主義人民共和國中央統計局是內閣的一部份，直屬國家計劃委員會。統計局的總部位於平壤市牡丹峰區域仁興洞，並在各道設立统计厅。時任局長李成鎬，於1996年3月上任。

## 批評
西方国家對於朝鮮民主主義人民共和國中央統計局提供的數據是否可靠表示疑問。儘管平壤宣稱統計局的職責是收集數據以協助國家制訂行政和經濟政策，但其發表的報告屈指可數。由統計局於1952年創立至1960年代末，該部門僅對外發出兩份報告，時任最高領導人金日成解釋這是為了國家安全需要，而非為大眾服務 。
美國政治經濟學家尼古斯·埃貝爾斯塔特根據他於1990年代在統計局交流的經驗指該局發表的數據是缺乏質量的，舉例他們對於「城市」和「農村」沒有明確的定義。而事實上，兩者在統計學是有明顯的分別。1989年，平壤把人口統計所得的數據提交給聯合國人口基金，這是北韓自1948年建立政權以來的第一次。評論認為，這些數據是經過平壤政府修改的。1997年，為繳交較少的會員費，北韓向聯合國上報一份由統計局制作的人均國民生產總值數據，然而在一年以後，平壤向聯合國開發計劃署和國際貨幣基金組織提交另一份截然不同的統計。2002年，平壤向聯合國兒童基金會和世界糧食計劃署提供有關嬰兒和母親營養吸取量的統計數字，由於這些數字已該國之前所提交的有太大對比，這份報告也引起了聯合國的質疑。

## 資料來源
1. ↑  Eberstadt 2009，第17頁.
2. ↑  Ho Il Moon. . Hi-Stat Vox (Research Unit for Statistical and Empirical Analysis in Social Sciences, Hitotsubashi University). 29 September 2011, (20)  [8 February 2017]. （原始内容存档于2018-03-26）.
3. ↑  . The Chosun Ilbo. 12 January 2011  [8 February 2017]. （原始内容存档于2019-05-22）.
4. ↑  Martino, John (编). . Los Angeles: Sage Reference. 2013: 891. ISBN 978-1-4522-9937-2.
5. ↑  . The Pyongyang Times. 12 April 2014  [3 December 2017]. （原始内容存档于2017-12-04）.
6. ↑  . Korea Economic Research Institute. 2001: 17–18  [2018-03-23]. ISBN 978-89-8031-188-0. （原始内容存档于2019-08-23）.
7. ↑  Eberstadt 2009，第19頁.
8. ↑  Eberstadt 2009，第44頁.
9. ↑  Eberstadt, Nick. . Rowman & Littlefield. 2010: 56–57  [2018-03-23]. ISBN 978-0-8447-4274-8. （原始内容存档于2019-08-16）.
10. ↑  Seekins, Donald M. . Savada, Andrea Matles  (编).  Fourth. Washington: Federal Research Division of the Library of Congress. 1994: 56. ISBN 0-8444-0794-1.
11. ↑  Haggard & Noland 2013，第31頁.
12. ↑  Haggard & Noland 2013，第198頁.

### 書目
- Eberstadt, Nicholas. . New Brunswick: Transaction Publishers. 2009. ISBN 978-1-4128-0947-4.
- Haggard, Stephan; Noland, Marcus. . New York: Columbia University Press. 2013. ISBN 978-0-231-51152-0.
- Yonhap. . Seoul: M.E. Sharpe. 2002. ISBN 978-0-7656-3523-5.